# Kazdębie

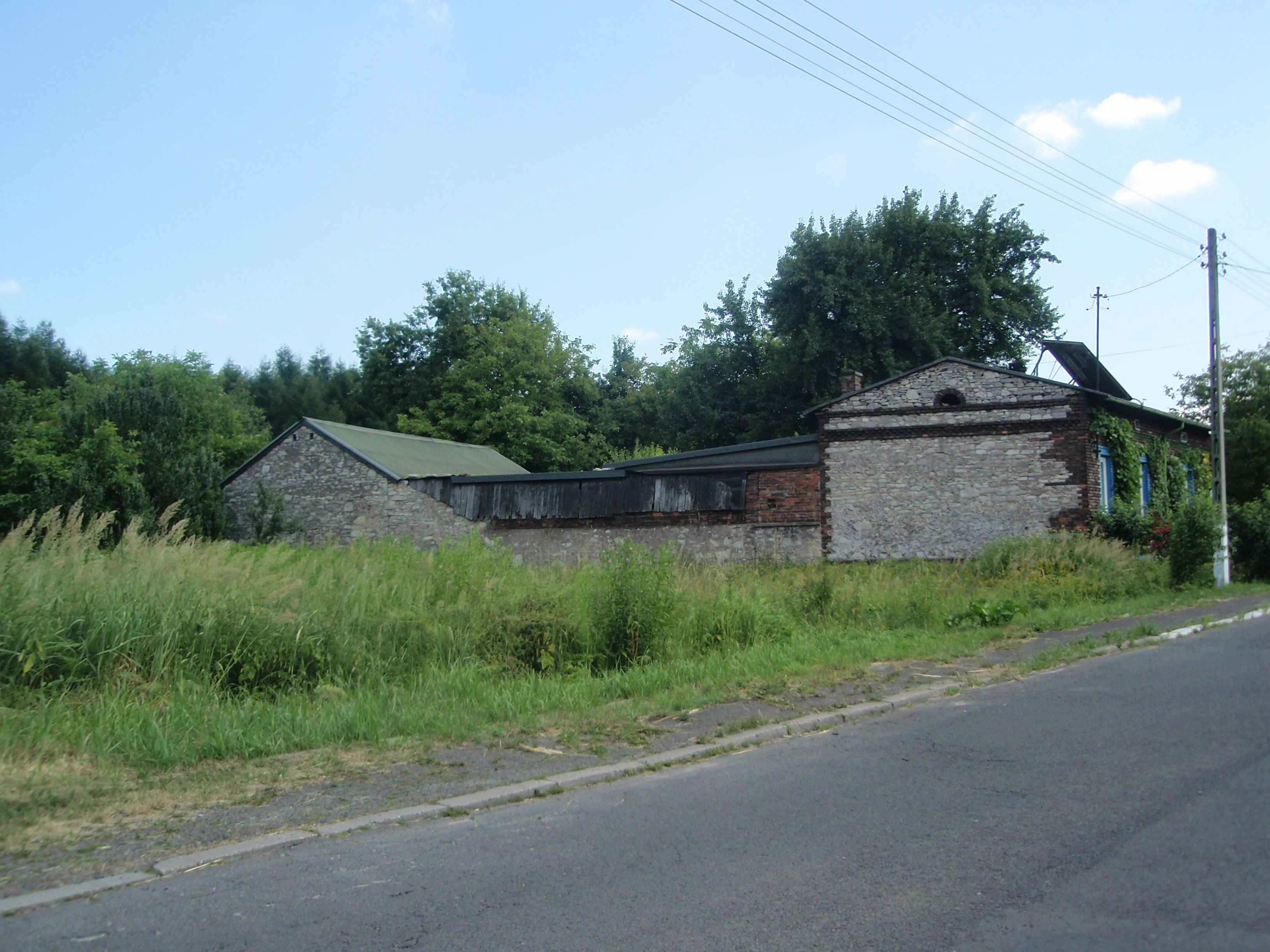
Budynki przy ul. Kazdębie

Kazdębie to historyczny przysiółek Strzemieszyc Małych, położony między nimi a Łośniem, w bezpośrednim sąsiedztwie Huty Katowice, niedaleko Koksowni „Przyjaźń”. Oddalone ok. 11 km na wschód od centrum miasta, leży przy drodze wojewódzkiej nr 790. Zabudowa jednorodzinna. Przynależy do parafii Matki Boskiej Szkaplerznej w Strzemieszycach Małych. Według Słownika geograficznego Królestwa Polskiego, pod koniec XIX wieku (1890), wieś Kazdębie wchodząca w skład Strzemieszyc Małych liczyła 19 domów.
Na terenie Kazdębia znajduje się zbiorowa mogiła żołnierzy Armii Czerwonej, którzy polegli przypuszczalnie 18 lub 19 stycznia 1945, kiedy przysłany tu został kilkunastoosobowy oddział zwiadowców radzieckich. Mieszkańcy Strzemieszyc Małych przenocowali u siebie żołnierzy, wiadomość o czym doszła do stacjonujących w Strzemieszycach Wielkich Niemców. Przeważającymi siłami zaatakowali oni Rosjan, a schwytanych czerwonoarmistów zgładzono w okrutny sposób, paląc ich żywcem m.in. w stodole Daniela Świerczyny. Właśnie tam, jeszcze w lutym 1945 roku postawiono pierwszy pomnik.
Zwłoki poległych zostały pochowane przez mieszkańców w kilku różnych miejscach. Dopiero później dokonano ich ekshumacji i przeniesiono do 2 zbiorowych mogił: wymienionej już Świerczyny, a także lasu na Lipówce. W 1947 dokonano kolejnej ekshumacji pochowanych na Świerczynie. Nie wiadomo, gdzie zostały przeniesione ciała.
Sam pomnik, w swej wczesnej wersji prosta konstrukcja z drewna zwieńczona gwiazdą, w latach 50 został zastąpiony betonowym, o identycznym kształcie”.